# Конвой № 3503
Конвой № 3503 — японський конвой часів Другої світової війни, проведення якого відбувалось у травні 1943 року.
Пунктом призначення конвою був атол Трук (Чуук) у центральній частині Каролінських островів, де ще до війни створили потужну базу японського ВМФ, з якої до лютого 1944 року провадились операції в цілому ряді архіпелагів. Вихідним пунктом став розташований у Токійській затоці порт Йокосука (саме звідси традиційно вирушала більшість конвоїв на Трук).
До складу конвою увійшли водяний танкер «Ніппо-Мару» та судно для перевезення амуніції «Наруто-Мару», тоді як ескорт забезпечував торпедний човен «Оторі».
Загін вирушив з порту 3 травня 1943 року. Його маршрут пролягав через кілька традиційних районів патрулювання американських підводних човнів, які зазвичай діяли поблизу східного узбережжя Японського архіпелагу, біля островів Оґасавара та на підходах до Труку. Утім, на цей раз конвой № 3503 зміг прослідувати без інцидентів та 10 травня прибув на Трук.
Можливо також відзначити, що того ж 10 травня «Оторі» повів «Ніппо-Мару» із зупинкою на острові Понапе (східні Каролінські острови, відомий постійними дощами та, відповідно, як гарне джерело для набору прісної води) до атола Еніветок (північно-західне завершення Маршаллового архіпелагу), а потім назад до Йокосуки, тоді як «Наруто-Мару» невдовзі вирушило в конвої № 1121 до Рабаула — головної передової бази в архіпелазі Бісмарка, з якої здійснювались японські операції на Соломонових островах та сході Нової Гвінеї.